# USS Tusk (SS-426)
USS Tusk (SS-426) là một  tàu ngầm lớp Balao được Hải quân Hoa Kỳ chế tạo trong Chiến tranh Thế giới thứ hai. Nó là chiếc tàu chiến duy nhất của Hải quân Hoa Kỳ được đặt cái tên này, theo tên cá moruy chấm đen. Hoàn tất quá trễ để có thể tham gia Thế Chiến II, chiếc tàu ngầm đã phục vụ trong giai đoạn Chiến tranh Lạnh, được hiện đại hóa trong Dự án GUPPY II, và hoạt động cho đến năm 1973. Con tàu được chuyển cho Trung Hoa Dân Quốc (Đài Loan) để tiếp tục phục vụ như là chiếc ROCS Hai Pao (SS-792) (âm Hán-Việt: Hải Báo). Chiếc tàu ngầm vẫn nổi tại Căn cứ Hải quân Tả Doanh, Cao Hùng tính cho đến năm 2020.

## Thiết kế và chế tạo
Thiết kế của lớp Balao được cải tiến dựa trên  tàu ngầm lớp Gato dẫn trước, là một kiểu tàu ngầm hạm đội có tốc độ trên mặt nước cao, tầm hoạt động xa và vũ khí mạnh để tháp tùng hạm đội chiến trận. Khác biệt chính so với lớp Gato là ở cấu trúc lườn chịu áp lực bên trong dày hơn, và sử dụng thép có độ đàn hồi cao (HTS: High-Tensile Steel), cho phép lặn sâu hơn đến 400 ft (120 m). Con tàu dài 311 ft 9 in (95,02 m) và có trọng lượng choán nước 1.526 tấn Anh (1.550 t) khi nổi và 2.424 tấn Anh (2.463 t) khi lặn. Chúng trang bị động cơ diesel dẫn động máy phát điện để cung cấp điện năng cho bốn động cơ điện, đạt được công suất 5.400 shp (4.000 kW) khi nổi và 2.740 shp (2.040 kW) khi lặn, cho phép đạt tốc độ tối đa 20,25 hải lý trên giờ (37,50 km/h) và 8,75 hải lý trên giờ (16,21 km/h) tương ứng. Tầm xa hoạt động là 11.000 hải lý (20.000 km) khi đi trên mặt nước ở tốc độ 10 hải lý trên giờ (19 km/h) và có thể hoạt động kéo dài đến 75 ngày.
Tương tự như lớp Gato dẫn trước, lớp Balao được trang bị mười ống phóng ngư lôi 21 in (530 mm), gồm sáu ống trước mũi và bốn ống phía phía đuôi tàu, chúng mang theo tối đa 24 quả ngư lôi. Vũ khí trên boong tàu gồm một hải pháo 4 inch/50 caliber, một khẩu pháo phòng không Bofors 40 mm nòng đơn và một khẩu đội Oerlikon 20 mm nòng đôi, kèm theo hai súng máy .50 caliber. Trên tháp chỉ huy, ngoài hai kính tiềm vọng, nó còn trang bị ăn-ten radar SD phòng không và SJ dò tìm mặt biển. Tiện nghi cho thủy thủ đoàn bao gồm điều hòa không khí, thực phẩm trữ lạnh, máy lọc nước, máy giặt và giường ngủ cho hầu hết mọi người, giúp họ chịu đựng cái nóng nhiệt đới tại Thái Bình Dương cùng những chuyến tuần tra kéo dài đến hai tháng rưỡi.
Tusk được đặt lườn tại xưởng tàu của hãng Cramp Shipbuilding Company ở Philadelphia, Pennsylvania vào ngày 23 tháng 8, 1943. Nó được hạ thủy vào ngày 8 tháng 7, 1945, được đỡ đầu bởi bà Carolyn Park Mills, và được cho nhập biên chế cùng Hải quân Hoa Kỳ vào ngày 11 tháng 4, 1946 dưới quyền chỉ huy của Hạm trưởng, Trung tá Hải quân Raymond A. Moore.

## Lịch sử hoạt động

### 1946 - 1949
Tusk thực hiện chuyến đi chạy thử máy tại vùng biển Nam Mỹ với một lượt viếng thăm thiện chí các cảng Châu Mỹ La tin: Rio de Janeiro và Bahia, Brazil, Curaçao tại Tây Ấn thuộc Hà Lan, và Colón, Panama Canal, trước khi quay trở về New London, Connecticut vào tháng 6, 1946. Sau đó nó hoạt động dọc theo vùng bờ Đông giữa New London và Wilmington, North Carolina, rồi trong những tháng đầu năm 1947 đã tham gia thực hành chiến thuật hạm đội tại vùng biển trung tâm Đại Tây Dương.
Sau đợt đại tu kéo dài ba tháng tại Xưởng hải quân Philadelphia, Tusk tham gia nghiên cứu đại dương dọc Đại Tây Dương phối hợp cùng Đại học Columbia và Viện hải dương học Woods Hole, kéo dài cho đến tháng 10, 1947. Sau đó nó đi vào Xưởng hải quân Portsmouth để được hiện đại hóa trong khuôn khổ Chương trình Công suất đẩy dưới nước lớn hơn (GUPPY II). Các cải tiến bao gồm: thân tàu được làm suôn thẳng hơn; bổ sung thêm ống hơi để vận hành động cơ diesel ở độ sâu kính tiềm vọng; cùng một dàn ắc-quy công suất lớn hơn, giúp nâng tốc độ lặn dưới nước lên 15 kn (28 km/h) và kéo dài tầm xa hoạt động.
Quay trở lại hoạt động vào mùa Hè năm 1948, Tusk tiến hành chạy thử máy và tuần tra chiến tranh mô phỏng tại vùng kênh đào Panama trong tháng 6 và tháng 7. Nó viếng thăm Học viện Hải quân Hoa Kỳ tại Annapolis, Maryland trong tháng 8 để phô diễn các phát triển kỹ thuật tàu ngầm mới nhất. Con tàu quay trở lại hoạt động thường lệ tại vùng bờ Đông, trong phạm vi trải dài từ vùng biển Caribe ở phía Nam cho đến vòng Bắc Cực ở phía Bắc. Vào đầu năm 1949, Tusk phục vụ cùng Đội Phát triển Tàu ngầm 2 từ căn cứ Newport, Rhode Island, rồi đến tháng 7 đã tham gia cuộc tập trận đa quốc gia trong khuôn khổ Khối NATO và một lượt hoạt động tại vùng biển Bắc Đại Tây Dương, khi nó viếng thăm Derry, Bắc Ireland và Portsmouth, Anh.

#### Tai nạn tàu ngầmCochino
Trong giai đoạn cuối của cuộc tập trận, Tusk hoạt động trong thành phần một đơn vị vốn bao gầm cả tàu ngầm Cochino. Vào ngày 25 tháng 8, 1948, đang khi di chuyển ngang qua một cơn mưa giông ngoài khơi bờ biển Na Uy, Cochino gặp tai nạn nổ một trong các ắc-quy. Tusk đã tiếp cận để giúp đỡ, trợ giúp y tế những người bị thương qua những chiếc bè cứu sinh. Một bè bị sóng đánh lật úp khiến một sĩ quan của Cochino cùng một nhân viên dân sự thuộc Văn phòng Tàu chiến bị rơi xuống nước biển vùng cực lạnh giá. Cả hai được cứu vớt, nhưng đang khi làm hô hấp nhân tạo để sơ cứu trên boong tàu, một cơn sóng lớn đã cuốn nhân viên dân sự nói trên cùng 11 thủy thủ của Tusk xuống biển; chỉ có bốn thủy thủ được cứu vớt. Sau đó Tusk hộ tống cho Cochino cố lết về cảng Hammerfest, Na Uy, nhưng đang khi trên đường đi một ắc-quy khác ở ngăn phía sau của Cochino lại bị nổ, và nước tràn vào trong con tàu tại vị trí bị hư hại. Trong hoàn cảnh biển động mạnh hết sức khó khăn, Tusk áp sát bên mạn Cochino và cứu được toàn bộ thủy thủ đoàn trước khi Cochino đắm tại tọa độ 71°35′B 23°35′Đ / 71,583°B 23,583°Đ. Tusk sau đó quay trở về Hammerfest.

### 1951 - 1969
Khi quay trở về Hoa Kỳ, Tusk tiếp tục hoạt động tại vùng bờ Đông từ căn cứ New London để hỗ trợ cho Trường Tàu ngầm Hải quân, thực hiện những chuyến đi đến Halifax, Nova Scotia phía Bắc và Bermuda phía Nam. Vào giữa năm 1951, nó lại được điều về Đội Phát triển Tàu ngầm 2, và hoạt động xen kẻ với những đợt tập trận hạm đội cho đến mùa Hè năm 1952. Được chuyển sang Hải đội Tàu ngầm 10, nó tiếp tục hoạt động tại vùng bờ Đông từ căn cứ New London, rồi đến cuối năm 1952 được phái đi phục vụ trong sáu tháng cùng Đệ Lục hạm đội tại khu vực Địa Trung Hải. Nó tiếp tục hoạt động thường lệ từ New London sau khi quay trở về Hoa Kỳ vào mùa Hè năm 1953, và hoạt động tại vùng biển Caribe vào đầu năm 1954 trước khi có một chuyến đi khác sang vùng biển Bắc Âu. Chiếc tàu ngầm đã viếng thăm Belfast, Bắc Ireland và Glasgow, Scotland, đồng thời tham gia các cuộc tập trận trong khuôn khổ Khối NATO tại vùng biển Bắc Đại Tây Dương.
Tusk tiếp tục nhịp điệu hoạt động thường lệ tại vùng bờ Đông trong những năm tiếp theo, và có thêm bốn lượt phục vụ cùng Đệ Lục hạm đội tại Địa Trung Hải trong giai đoạn 1954-1973. Vào mùa Thu năm 1961, con tàu tham gia cuộc tập trận trong khuôn khổ Khối NATO, rồi tiếp nối bằng cuộc tập trận phối hợp với Hải quân Hoàng gia Canada tại khu vực Tây Đại Tây Dương. Nó lại có chuyến đi huấn luyện sang Châu Âu cùng Khối NATO vào mùa Thu năm 1964. Vào mùa Xuân và mùa Hè năm 1966, nó có lượt phục vụ thứ ba cùng Đệ Lục hạm đội tại Địa Trung Hải, rồi sang mùa Hè năm sau đã viếng thăm nhiều cảng khi tham gia cuộc tập trận của Khối NATO. Đến tháng 11, 1967, chiếc tàu ngầm lại tham gia cuộc tập trận phối hợp giữa Hoa Kỳ và Canada tại khu vực Tây Đại Tây Dương. Trong những năm 1968-1969, nó phục vụ huấn luyện cho các tàu ngầm hạt nhân Jack (SSN-605) và Lafayette (SSBN-616), rồi đến tháng 7, 1969, nó có lượt phục vụ thứ tư cùng Đệ Lục hạm đội tại Địa Trung Hải trước khi quay trở về vùng bờ Đông vào tháng 10 năm đó.
Sau gần ba năm hoạt động thường lệ từ căn cứ New London, bao gồm một đợt đại tu tại Xưởng hải quân Charleston từ tháng 7 đến tháng 12, 1971, Tusk lên đường cho lượt hoạt động thứ năm, cũng là cuối cùng, tại Địa Trung Hải cùng Đệ Lục hạm đội. Hoàn tất đợt phục vụ vào tháng 10, 1972, con tàu quay trở lại hoạt động dọc theo vùng bờ Đông, chủ yếu tại khu vực New England. Tại New London, Connecticut vào ngày 18 tháng 10, 1973, Tusk được cho xuất biên chế đồng thời rút tên khỏi danh sách Đăng bạ Hải quân, rồi đến ngày 18 tháng 10 được bán cho Trung Hoa Dân Quốc (Đài Loan).

### ROCSHai Pao(SS-792)
Chiếc tàu ngầm nhập biên chế cùng Hải quân Trung Hoa Dân Quốc như là chiếc ROCS Hai Pao (âm Hán-Việt: Hải Báo), thoạt tiên với số hiệu lườn SS-92, rồi SS-794, và sau cùng là SS-792. Điều kiện chuyển giao con tàu là nó chỉ được sử dụng thuần túy cho việc huấn luyện chống tàu ngầm, nên các ống phóng ngư lôi được bịt kín trước khi chuyển giao. Phía Đài Loan đã phục hồi các ống phóng vào năm 1976, và sau đó nhận được từ Ý kiểu ống phóng hiện đại hơn. Con tàu được cho là bị giới hạn hoạt động ở độ sâu không quả 100 mét. Chiếc tàu ngầm vẫn nổi tại Căn cứ Hải quân Tả Doanh, Cao Hùng tính cho đến năm 2020.